# Medonte (figlio di Oileo)
Medonte (in greco antico: Μέδων?, Médōn) è un personaggio della mitologia greca. Fu un comandante acheo alla guerra di Troia.

## Genealogia
Era figlio di Oileo e della ninfa Rene.
Non ci sono notizie di spose o progenie.

## Mitologia
Medonte era un capitano acheo proveniente dalla Beozia, che prima di partire per la guerra di Troia viveva in esilio a Filace poiché aveva ucciso il fratello della matrigna Eriopide. 

Partì insieme a Filottete, il comandante del contingente e durante una sosta presso l'isola di Lemno, Filottete patì il morso da un serpente e fu costretto a rimanere sull'isola a causa del cattivo odore emanato dalla piaga.

Medonte divenne così nuovo comandante del contingente.
Fu ucciso da Enea durante un combattimento svoltosi durante l'assedio della città.